# Insalivação
Insalivação é um processo químico feito pelo sistema digestivo que consiste na ação de misturar o alimento à saliva, líquido que possui enzima (amilase salivar ou ptialina) que auxiliará na digestão. Ela é a parte inicial do processo mastigatório, quando ocorre a impregnação de saliva no bolo alimentar.